# Clubionidae
Clubionidae Wagner, 1887 è una famiglia di ragni appartenente all'infraordine Araneomorphae.

## Caratteristiche
Questa famiglia fa parte dei cosiddetti ragni-sacco, i quali hanno l'opistosoma a forma di sacco più o meno allungato, e ha una storia tassonomica alquanto travagliata e sicuramente non ancora terminata. All'inizio comprendeva disparate forme di ragni, purché avessero otto zampe sistemate in due file, le filiere anteriori e coniche; e costruissero tele a forma di sacco fra le piante o sotto le pietre e altri caratteri generici comuni che rendevano questa famiglia un guazzabuglio di diversità.
Col passare degli anni gli aracnologi hanno concordato nello staccare alcuni generi perché più simili ai Lycosidae e per altri generi, aventi caratteristiche comuni più precipue hanno deciso di formare famiglie a sé stanti come i Corinnidae, Anyphaenidae, Tengellidae, Zorocratidae, Miturgidae e Liocranidae.
I generi viventi rimasti a oggi sono comunque ancora oggetto di revisioni tassonomiche.

## Distribuzione

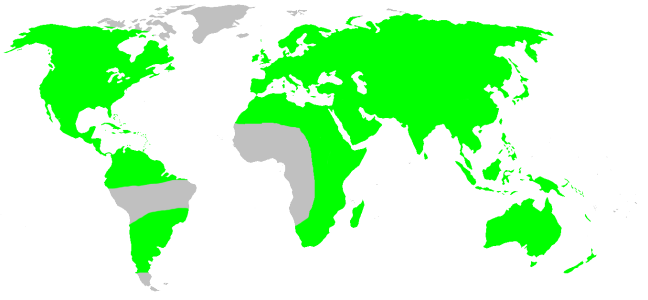
Clubionidae - distribuzione

Il genere Clubiona è pressoché cosmopolita.

## Tassonomia
Attualmente, a novembre 2020, si compone di 15 generi e 639 specie viventi e 10 generi e 12 specie fossili:
1. Arabellata Baert, Versteirt & Jocqué, 2010 - Nuova Guinea
2. Carteronius Simon, 1897 - Madagascar, Isole Mauritius, Sierra Leone
3. Clubiona  Latreille, 1804 - America, Africa, Europa, Asia, Australia, Oceania
4. Clubionina Berland, 1947 - Isola Saint Paul
5. Elaver O. P-Cambridge, 1898 - America, Filippine
6. Invexillata Baert, Versteirt & Jocqué, 2010 - Nuova Guinea
7. Malamatidia Deeleman-Reinhold, 2001 - Malaysia, Indonesia
8. Matidia Thorell, 1878 - Asia meridionale, Oceania
9. Nusatidia Deeleman-Reinhold, 2001 - Asia meridionale
10. Porrhoclubiona Lohmander, 1944[3] - Europa, Mediteerraneo, Asia centrale
11. Pristidia Deeleman-Reinhold, 2001 - Asia meridionale
12. Pteroneta Deeleman-Reinhold, 2001 - Asia meridionale, Australia
13. Scopalio Deeleman-Reinhold, 2001 - Borneo
14. Simalio Simon, 1897 - India, Sri Lanka, Filippine, Trinidad
15. Tixcocoba Gertsch, 1977 - Messico

### Generi e specie fossili
- Abliguritor Petrunkevitch, 1942 †; - fossile
  - Abliguritor felix Petrunkevitch, 1958 †;
  - Abliguritor niger Petrunkevitch, 1942 †;
  - Abliguritor plumosus Petrunkevitch, 1942 †;
- Clubiona arcana[4] Scudder †; - fossile, oligocene
- Concursator Petrunkevitch, 1958 †; - fossile
  - Concursator nudipes Petrunkevitch, 1958 †;
- Cryptoplanus Petrunkevitch, 1958 †; - fossile
  - Cryptoplanus paradoxus Petrunkevitch, 1958 †;
- Eobumbatrix Petrunkevitch, 1922 †; - fossile, oligocene
  - Eobumbatrix latebrosa (Scudder, 1890) †;
- Eodeter Petrunkevitch, 1958 †; - fossile
  - Eodeter magnificus Petrunkevitch, 1958 †;
- Eomazax Petrunkevitch, 1958 †; - fossile
  - Eomazax pulcher Petrunkevitch, 1958 †;
- Eostentatrix Petrunkevitch, 1922 †; - fossile, oligocene
  - Eostentatrix eversa Petrunkevitch, 1922 †;
- Eoversatrix Petrunkevitch, 1922 †; - fossile, oligocene
  - Eoversatrix eversa (Scudder, 1890) †;
- Machilla Petrunkevitch, 1958 †; - fossile
  - Machilla setosa Petrunkevitch, 1958 †;

## Generi trasferiti e inglobati
- Carteroniella Strand, 1907 - Sudafrica
- Dorymetaecus Rainbow, 1920 - Lord Howe Island

## Sinonimi
- Anaclubiona Ono, 2010[5]